# Allium oreoprasum
Allium oreoprasum är en amaryllisväxtart som beskrevs av Alexander Gustav von Schrenk. Allium oreoprasum ingår i släktet lökar, och familjen amaryllisväxter. Inga underarter finns listade i Catalogue of Life.